# Atarba (Atarba) cucullata
Atarba (Atarba) cucullata is een tweevleugelige uit de familie steltmuggen (Limoniidae). De soort komt voor in het Neotropisch gebied.